# 上海市静安区教育学院附属学校
上海市静安区教育学院附属学校（英语：Shanghai Jing'an Education College Affiliated School，JECAS），简称静教院附校，前身是海防中学，是位于上海市静安区的一所九年一贯制学校。静教院附校拥有两个校区，分别为小学部和初中部，分别位于静安区江宁路和海防路。
2019年，静教院附校的校长为张人利，使学校获得教育部教学成果一等奖、国家级教学成果一等奖。

## 外部鏈接
- 上海市静安区教育学院附属学校（页面存档备份，存于）